# Mali nos Jogos Olímpicos de Verão de 2020
O Mali participa nos Jogos Olímpicos de Verão de 2020 em Tóquio. Originalmente programados para ocorrerem de 24 de julho a 9 de agosto de 2020, os Jogos foram adiados para 23 de julho a 8 de agosto de 2021, por causa da pandemia COVID-19. Será a 14ª participação da nação nos Jogos Olímpicos de Verão desde sua estreia em 1964. A nação não participou da edição de 1976, devido ao apoio ao boicote africano.

## Competidores
Abaixo está a lista do número de competidores nos Jogos.
| Esporte   | Masculino | Feminino | Total |
| --------- | --------- | -------- | ----- |
| Atletismo | 1         | 1        | 2     |
| Natação   | 1         | 0        | 1     |
| Taekwondo | 1         | 0        | 1     |
| Total     | 3         | 1        | 4     |

## Atletismo
O Mali recebeu vagas de universalidade da World Athletics para enviar dois atletas (um por gênero) às Olimpíadas.
- Nota– As posições para os eventos de pista são em relação à bateria do atleta
- Q = Qualificado para a próxima fase
- q = Qualificado para a próxima fase como o perdedor mais rápido ou, em eventos de campo, pela posição sem atingir o alvo para qualificação
- NR = Recorde nacional
- N/A = Fase não aplicável para o evento
- Bye = Atleta não precisou disputar aquela fase

Eventos de pista e estrada
| Atleta         | Evento          | Eliminatória | Eliminatória | Quartas-de-final | Quartas-de-final | Semifinal | Semifinal | Final     | Final   |
| Atleta         | Evento          | Resultado    | Posição      | Resultado        | Posição          | Resultado | Posição   | Resultado | Posição |
| -------------- | --------------- | ------------ | ------------ | ---------------- | ---------------- | --------- | --------- | --------- | ------- |
| Fodé Sissoko   | 100 m masculino |              |              |                  |                  |           |           |           |         |
| Djenebou Dante | 100 m feminino  |              |              | —                | —                |           |           |           |         |

## Natação
O Mali recebeu vaga de universalidade da FINA para enviar o nadador de melhor ranking para seu respectivo evento individual nas Olimpíadas, baseado no Ranking de Pontos da FINA de 28 de junho de 2021.
| Atleta          | Evento                | Eliminatória | Eliminatória | Semifinal | Semifinal | Final | Final   |
| Atleta          | Evento                | Tempo        | Posição      | Tempo     | Posição   | Tempo | Posição |
| --------------- | --------------------- | ------------ | ------------ | --------- | --------- | ----- | ------- |
| Sebastien Kouma | 100 m peito masculino |              |              |           |           |       |         |

## Taekwondo
O Mali inscreveu um atleta para a competição olímpica do taekwondo. Seydou Fofana garantiu uma vaga na categoria leve masculino (68 kg) após terminar entre os dois melhores no Torneio Africano de Qualificação Olímpica de 2020 em Rabat, Marrocos.
| Atleta        | Evento           | Oitavas-de-final     | Quartas-de-final     | Semifinais           | Repescagem           | Final / BM           | Final / BM |
| Atleta        | Evento           | Adversário Resultado | Adversário Resultado | Adversário Resultado | Adversário Resultado | Adversário Resultado | Posição    |
| ------------- | ---------------- | -------------------- | -------------------- | -------------------- | -------------------- | -------------------- | ---------- |
| Seydou Fofana | −68 kg masculino |                      |                      |                      |                      |                      |            |